# Taft-familien
Taft-familien er en slægt med gamle engelske rødder. Taft menes at være afledt af navnet på det engelske sogn Toft (Norfolk county) hvorfra medlemmer af slægten stammer. Navnet blev første gang nævnt i 1066. Mange familiemedlemmer lever nu i USA og den 27. præsident i USA hed William Howard Taft.